# Kaori Fujino
Pour les articles homonymes, voir Fujino.
Kaori Fujino (藤野可織, Fujino Kaori) est une romancière japonaise du XXIe siècle qui a reçu le prix Akutagawa en 2013 pour son roman Tsume to me / 爪と目 (Ongles et Yeux).
Kaori Fujino est née à Kyoto en 1980 et a étudié à l'Université Dōshisha de la ville où elle a soutenu une thèse sur le photographe Ihei Kimura. Elle a travaillé dans une maison d'édition avant de remporter le prix Bungakukai pour les nouveaux auteurs en 2006 avec une nouvelle intitulée Iyashii tori (Oiseaux gourmands) : elle a publié en 2008 un recueil de nouvelles sous le même titre. En 2009, elle est déjà sélectionnée pour le prix Akutagawa avec une nouvelle intitulée Ikenie (Sacrifice). Elle obtient finalement ce prix prestigieux en 2013 avec son court roman d'une centaine de pages Tsume to me (Ongles et Yeux).
Son roman Tsume to me / 爪と目 (Ongles et Yeux) publié en 2013 dépeint dans une narration complexe le comportement d'une famille ordinaire vu par Hina, une petite fille âgée de trois ans. Traumatisée par la mort accidentelle de sa mère et perturbée par l'irruption de la maîtresse de son père, l'enfant pénètre à l'intérieur des personnages en remontant même avant sa naissance. L'étrangeté est ainsi au cœur du livre, l'auteur cherchant à révéler « le caractère effrayant de l'ordinaire ».